# شوتا آرای (بازیکن فوتبال، زاده ۱۹۸۸)
شوتا آرای (ژاپنی: 新井 章太؛ زادهٔ ۱ نوامبر ۱۹۸۸) یک بازیکن فوتبال اهل ژاپن است.
از باشگاه‌هایی که در آن بازی کرده‌است می‌توان به باشگاه فوتبال توکیو وردی و باشگاه فوتبال کاوازاکی فرونتال اشاره کرد.